# Gradlon Mawr

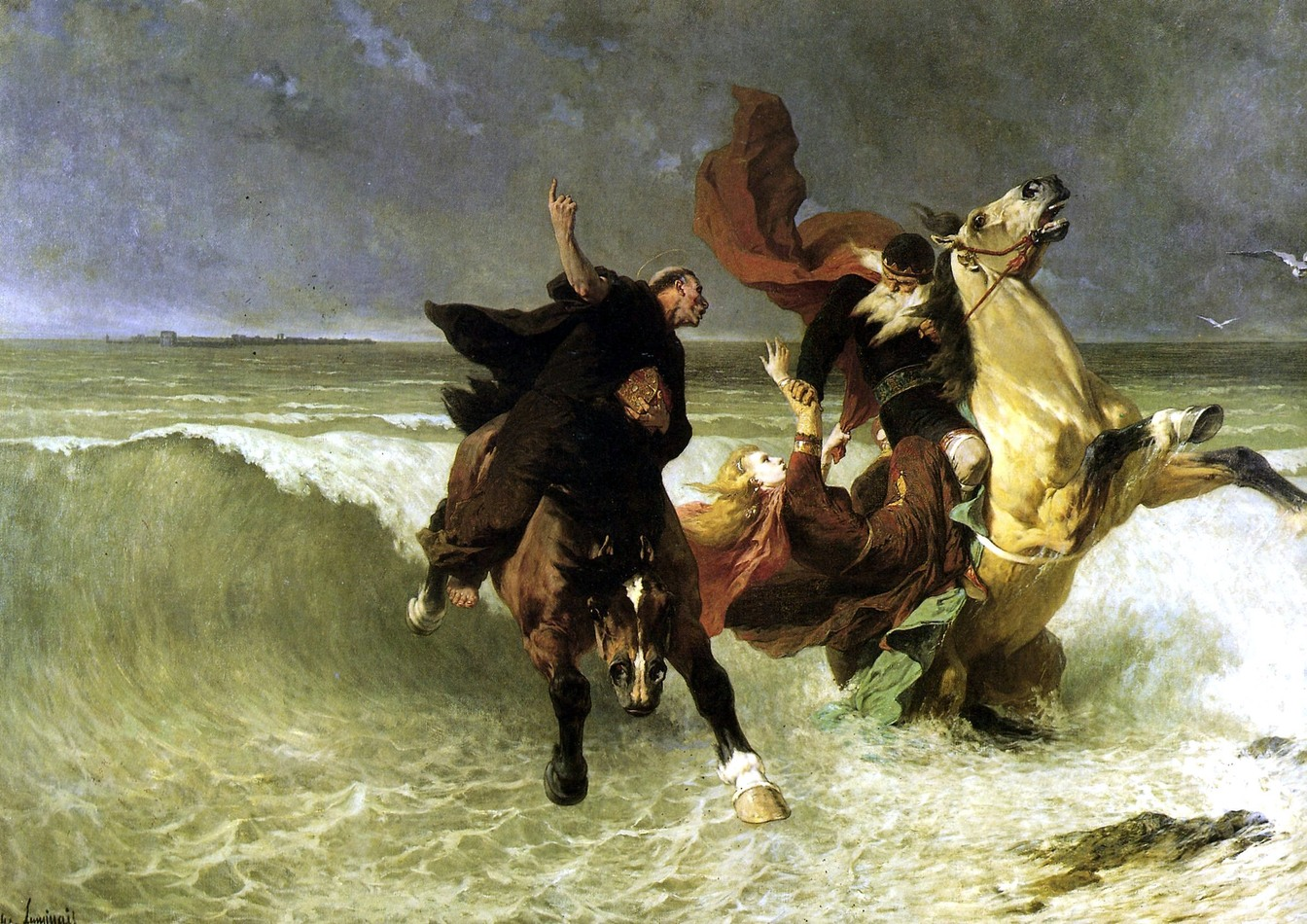
Flight of King Gradlon (A fuga do Rei Gradlon), de E. V. Luminais, 1884 (Musée des Beaux-Arts, Quimper), mostrando a fuga de Gradon da cidade de Ys.

Gradlon Mawr (em galês: Erbin; em latim: Urbanus; nascido c. 330) é um personagem semilendário, que figura em relatos como rei da Cornualha.